# 大橋歩夕
大橋 歩夕（おおはし あゆる、1984年4月28日 - ）は、日本の女性声優、歌手。マウスプロモーション所属。東京都出身。旧名：仲井 絵里香（なかい えりか）。

## 経歴
アニメで同じ声優が多役をこなしていたことに感銘を受け、自分でも挑戦したいと思い、声優を志すようになった。昔は自分の声に自信がなかったが、20歳を過ぎてからは自信を持てるようになった。
2005年、テレビアニメ『SPEED GRAPHER』のヒロイン・天王洲 神楽（てんのうず かぐら）役の一般公募オーディションでは、最終候補にまで残った。最終審査では、大橋（当時は「仲井絵里香」名義）のほか、池田沙耶香・藤田咲子（現：藤田咲）・宮崎羽衣・小滝いづみ・樹元オリエ・齊藤智美・齋藤圭（現：真堂圭）・井口裕香・曽田光星の10名でヒロインの座を争い、一般投票では2319票を獲得するも、審査の結果ヒロイン役としては落選している。
2009年4月に、旧名「仲井絵里香」から「大橋歩夕」に改名した。改名後も『ストライクウィッチーズ』など「仲井絵里香」名義で活動していた作品に関しては「仲井絵里香」の名前でイベントなどに参加していたが、ストライクウィッチーズのゲーム作品やラジオ番組『ストライクウィッチーズ スターライトストリーム』では「大橋歩夕」名義となっている。
2011年7月、公式ファンクラブ「ファンタぢっかー」を設立。
2015年6月、トリトリオフィス（現・パワー・ライズ）を離れて、フリーとなった。ファンクラブは継続して管理をしてもらい、ファンクラブサイト内に仕事用サンプルボイスなども置いている。
2016年6月1日からキャトルステラに所属。
2017年11月1日からマウスプロモーションに所属。
2018年6月10日付のHPにて結婚及び出産を報告。

## 人物
中学時代は美術部、文芸部、高校時代は吹奏楽部に所属していた。
歌を歌ったり、物語を書いたり、アルトサックスやナンプレを趣味・特技とする。好きなものには、可愛いと思うもの・猫・ツンデレのキャラクター・恐竜を挙げている。

## 出演
太字はメインキャラクター。

### テレビアニメ
2005年
- シュガシュガルーン（アナナ）
- はっぴぃセブン 〜ざ・テレビまんが〜（徳田寧々）
- SPEED GRAPHER（女の子）

2006年
- 妖怪人間ベム（壁谷真理）

2007年
- 人造昆虫カブトボーグ V×V（アユミ、茨城まり子）

2008年
- ストライクウィッチーズ（2008年 - 2020年、エイラ・イルマタル・ユーティライネン） - 3シリーズ

2009年
- 咲-Saki-（2009年 - 2014年、沢村智紀） - 3シリーズ

2011年
- 境界線上のホライゾン（2011年 - 2012年、アデーレ・バルフェット） - 2シリーズ
- だぶるじぇい（宇佐美はじめ）
- HIGH SCORE（北条莉華）
- 星空へ架かる橋（星野歩）

2012年
- ガールズ&パンツァー（おりょう〈野上武子〉）
- めだかボックス（鬼瀬針音） - 2シリーズ

2013年
- ラブライブ!（優木あんじゅ）

2014年
- スペース☆ダンディ（長女）

2015年
- 放課後のプレアデス（あおい）
- 乱歩奇譚 Game of Laplace（大曽根さち子）

2016年
- ハイスクール・フリート（青木百々）
- ブレイブウィッチーズ（エイラ・イルマタル・ユーティライネン）

2017年
- ノラと皇女と野良猫ハート（ユウラシア・オブ・エンド）
- はじめてのギャル（ギャルC）

2019年
- ストライクウィッチーズ 501部隊発進しますっ!（2019年 - 2021年、エイラ・イルマタル・ユーティライネン） - 2シリーズ

2022年
- その着せ替え人形は恋をする（ゲーム音声）
- 連盟空軍航空魔法音楽隊ルミナスウィッチーズ（エイラ・イルマタル・ユーティライネン）

### 劇場アニメ
- ストライクウィッチーズ 劇場版（2012年、エイラ・イルマタル・ユーティライネン）
- ガールズ&パンツァー 劇場版（2015年、おりょう〈野上武子〉）
- ラブライブ!The School Idol Movie（2015年、優木あんじゅ）
- ストライクウィッチーズ 劇場版 501部隊発進しますっ!（2019年、エイラ・イルマタル・ユーティライネン）
- 劇場版 ハイスクール・フリート（2020年、青木百々[18]）

### OVA
- 星空へ架かる橋 OVAスペシャル（2011年、星野歩）
- ガールズ&パンツァー「これが本当のアンツィオ戦です!」（2014年、おりょう〈野上武子〉[19]）
- 咲日和（2015年、沢村智紀）
- ストライクウィッチーズ Operation Victory Arrow vol.3 アルンヘムの橋（2015年、エイラ・イルマタル・ユーティライネン）
- ブレイブウィッチーズ ペテルブルグ大戦略 （2017年、エイラ・イルマタル・ユーティライネン[20][21]）
- OVA ハイスクール・フリート（2017年、青木百々）
- ガールズ&パンツァー 最終章（2017年 - 2023年、おりょう、マイコ[22]、船舶科）

### Webアニメ
- 放課後のプレアデス（2011年、あおい）
- 愛姫MEGOHIME（2019年、取りまき3[23]）

### ゲーム
2005年
- SUDEKI

2009年
- ストライクウィッチーズ -蒼空の電撃戦 新隊長 奮闘する!-（エイラ・イルマタル・ユーティライネン）

2010年
- 咲-Saki- Portable（沢村智紀）
- ストライクウィッチーズ -あなたとできること A Little Peaceful Days-（エイラ・イルマタル・ユーティライネン）
- ストライクウィッチーズ 白銀の翼（エイラ・イルマタル・ユーティライネン）
- ストライクウィッチーズ2 いやす・なおす・ぷにぷにする（エイラ・イルマタル・ユーティライネン）

2012年
- PhaseD シリーズ（仁科茉莉）
  - PhaseD 蒼華の章
  - PhaseD 黒聖の章
  - PhaseD 朱姫の章

2013年
- 境界線上のホライゾン PORTABLE（アデーレ・バルフェット）
- X・A・O・C 〜ザオック〜（草奉族・少女）
- 咲-Saki- 阿知賀編 episode of side-A Portable（沢村智紀）

2014年
- ウチの姫さまがいちばんカワイイ（ビビ・ブラックス）
- ガールズ&パンツァー 戦車道、極めます!（おりょう〈野上武子〉）
- 相州戦神館學園 八命陣 天之刻（百鬼空亡）
- テイマーズダンジョン（エミリー）
- 82Hブロッサム（千曳志帆）
- 妖怪百姫たん!（ダイダラボッチ）

2015年
- アルフヘイムの魔物使い（マナサー）
- 限界凸起 モエロクリスタル（天狗）※DLCで登場
- 咲-Saki- 全国編（沢村智紀）
- 月に寄りそう乙女の作法 〜ひだまりの日々〜（桜小路ルナ）
- ミリ姫大戦 −Militärische Mädchen−（ユーティライネン、ハユハ）
- ラブライブ! スクールアイドルフェスティバル（優木あんじゅ）

2016年
- 乙女理論とその周辺 -Bon Voyage-（桜小路ルナ）
- クイズRPG 魔法使いと黒猫のウィズ（マワシ・アイア）
- 嫁コレ（あおい）
- レルムクロニクル（シャロン、レイラ、他）

2017年
- ノラと皇女と野良猫ハート（ユウラシア・オブ・エンド）
- ワガママハイスペック（鷹司千歳）
- セヴンデイズ あなたとすごす七日間（西蓮寺紫）

2018年
- キミの瞳にヒットミー（黒瀬つばさ）
- ガールズ&パンツァー ドリームタンクマッチ（おりょう）
- キングスレイド（プリシラ）

2019年
- スキとスキとでサンカク恋愛（鳴滝真帆）
- ノラと皇女と野良猫ハート2（ユウラシア・オブ・エンド）
- ハイスクール・フリート 艦隊バトルでピンチ!（青木百々）
- ヴァリアントフォース（宮弥静）

2020年
- エースヴァージン：再出撃（Yak-38、FC-1 梟龍、B-47）
- モンスターストライク（2020年 - 2024年、数珠丸恒次、みかしば）
- ワールドウィッチーズ UNITED FRONT（エイラ・イルマタル・ユーティライネン）
- ポルト・ミラージュ（コレット）

2022年
- エーテルゲイザー（スクルド）

2023年
- タワーオブスカイ（レモーラ）

2024年
- ブラウンダスト2（ロエン）
- Fate/Grand Order（ダイダロス / ナウクラテー）

### ドラマCD
- ストライクウィッチーズ2 秘め録CD 下巻「エイラーニャ密着24時!!」（エイラ・イルマタル・ユーティライネン）
- 090えこといっしょ。 CDでもいっしょ Vol.1（2007年、那須メグコ）
- MC☆あくしず ドラマCD「美少女兵器 F-Xは俺の嫁！」（2010年、F-15FX イーグル姉さん）
- 電波教師（2014年、式島切子）※単行本12巻限定版付属ドラマCD[61]

### ラジオ
※はインターネット配信。
- 智一・美樹のラジオビッグバン（2003年 -2004年、文化放送・BSQR489、5代目アシスタント）
- ラジオどっとあい 仲井絵里香の大丈夫!この世はHappyでできている（2005年4月 - 6月、文化放送インターネットラジオ※、22代目パーソナリティ）
- サブちゃん一家の、だからアニメはやめられない!?（2006年 - 2007年、音泉※）
- ストライクウィッチーズ スターライトストリーム（2010年、ラジオ大阪）
- 501st JFW.OA〜第五〇一統合戦闘航空団公式放送〜（2011年 - 2016年、音泉※・HiBiKi Radio Station※）
- 連盟空軍広報局公式放送 LNAF.OA.ラジオワールドウィッチーズ（2016年 - 、音泉※・HiBiKi Radio Station※）

### 舞台
- Lit Klatch リーディングシアター03「リカバリ-Recovery-」（2010年12月4日・5日、Studio Cube326 ARC）
- THE LIVE READING 武装少女マキャヴェリズム（2017年1月27日 - 29日、中目黒キンケロ・シアター） - 眠目さとり 役

### その他コンテンツ
- サンデーCM劇場『電波教師』（式島切子）
- パチスロ『SPY GIRL』（ベリコ）
- オーディオドラマ『魔弾の王と凍漣の雪姫』（リュディエーヌ＝ベルジュラック[62]）※ 小説第7巻特装版付属DLシリアルコード
- 『やまさん〜山小屋三姉妹〜』コミックス1巻発売PV（2023年、沢子[63]）

## ディスコグラフィ

### シングル
| 枚  | 発売日         | タイトル       | 規格品番                                | オリコン 最高位 |
| --- | -------------- | -------------- | --------------------------------------- | --------------- |
| 1st | 2016年12月14日 | CHARADE        | EWCD-1005（Type-A） EWCD-1006（Type-B） |                 |
| 2nd | 2017年4月22日  | NEW FUNK/FAITH | EWCK-1008（アナログ盤）                 |                 |

### アルバム

#### オリジナル・アルバム
|     | 発売日        | タイトル       | 規格品番                                                     | オリコン 最高位 |
| --- | ------------- | -------------- | ------------------------------------------------------------ | --------------- |
| 1st | 2012年3月28日 | ファンタぢすた | XQIT-1010                                                    | 163位           |
| 2nd | 2016年7月20日 | FAITH          | DDCZ-2097（Global Edition） EWCD-1001（Collector's Edition） |                 |

#### ミニ・アルバム
|      | 発売日         | タイトル             | 規格品番                                           | オリコン 最高位 |
| ---- | -------------- | -------------------- | -------------------------------------------------- | --------------- |
| 1st  | 2010年9月08日  | ファンタぢっく       | XQIT-1001                                          | 89位            |
| 2nd  | 2011年3月30日  | ロマンちっく         | XQIT-1005                                          | 73位            |
| 3rd  | 2011年11月23日 | プラスちっく         | XQIT-91008（アニメイト限定盤） XQIT-1008（通常盤） | 161位           |
| 4st  | 2013年3月20日  | ミニあこ             | XQIT-1012                                          |                 |
| 5th  | 2013年12月18日 | 金色イルミネーション | XOIT-1024                                          |                 |
| 6th  | 2014年3月26日  | 夏色フィクション     | XQIT-1026                                          |                 |
| 7th  | 2014年7月30日  | 未来トラベラー       | XQIT-1034                                          |                 |
| 6th  | 2018年8月8日   | 1234                 | EWCD-1015 EWCJ-1016（アナログ盤）                  |                 |
| 配信 | 2019年9月8日   | 4321                 | デジタル・ダウンロード                             |                 |

#### ベスト・アルバム
|     | 発売日        | タイトル         | 規格品番  | 備考                                     |
| --- | ------------- | ---------------- | --------- | ---------------------------------------- |
| 1st | 2014年7月30日 | ちっくリマスター | XQIT-1035 | ミニアルバム『未来トラベラー』と同日発売 |

### タイアップ曲
| 楽曲                 | タイアップ                                            | 時期   |
| -------------------- | ----------------------------------------------------- | ------ |
| Center Of Your Heart | テレビ東京系『開運!なんでも鑑定団』エンディングテーマ | 2014年 |

### キャラクターソング
| 発売日   | 商品名                                                                                     | 歌 | 楽曲                                                          | 備考                                                                                |
| 2005年   | 2005年                                                                                     | 2005年 | 2005年                                                        | 2005年                                                                              |
| -------- | ------------------------------------------------------------------------------------------ | --- | ------------------------------------------------------------- | ----------------------------------------------------------------------------------- |
| 11月30日 | はっぴぃセブン 〜ざ・テレビまんが〜 キャラクターソングス                                   | 徳田寧々（仲井絵里香） | 「キミがくれた宝物」                                          | テレビアニメ『はっぴぃセブン 〜ざ・テレビまんが〜』関連曲                           |
| 11月30日 | はっぴぃセブン 〜ざ・テレビまんが〜 キャラクターソングス                                   | 迫守亜麻乃（稲村優奈）、益子美々（井上奈々子）、徳田寧々（仲井絵里香） | 「はっぴぃセブン」                                            | テレビアニメ『はっぴぃセブン 〜ざ・テレビまんが〜』関連曲                           |
| 2008年   |                                                                                            | |                                                               |                                                                                     |
| 10月8日  | ストライクウィッチーズ エンディング・テーマ コンプリート・コレクション                     | サーニャ・V・リトヴャク（門脇舞以）、エイラ・イルマタル・ユーティライネン（仲井絵里香） | 「ブックマーク ア・ヘッド Type-5」                            | テレビアニメ『ストライクウィッチーズ』エンディングテーマ                            |
| 10月8日  | ストライクウィッチーズ エンディング・テーマ コンプリート・コレクション                     | 宮藤芳佳（福圓美里）、坂本美緒（千葉紗子）、リネット・ビショップ（名塚佳織）、ペリーヌ・クロステルマン（沢城みゆき）、ミーナ・ディートリンデ・ヴィルケ（田中理恵）、ゲルトルート・バルクホルン（園崎未恵）、エーリカ・ハルトマン（野川さくら）、フランチェスカ・ルッキーニ（斎藤千和）、シャーロット・E・イェーガー（小清水亜美）、サーニャ・V・リトヴャク（門脇舞以）、エイラ・イルマタル・ユーティライネン（仲井絵里香） | 「ブックマーク ア・ヘッド Type-11」                           | テレビアニメ『ストライクウィッチーズ』エンディングテーマ                            |
| 2009年   |                                                                                            | |                                                               |                                                                                     |
| 3月18日  | ストライクウィッチーズ 秘め歌コレクション2                                                 | エイラ・イルマタル・ユーティライネン（仲井絵里香） | 「GOOD MORNING!!」 「ブックマーク ア・ヘッド」                | テレビアニメ『ストライクウィッチーズ』関連曲                                        |
| 3月18日  | ストライクウィッチーズ 秘め歌コレクション2                                                 | エイラ・イルマタル・ユーティライネン（仲井絵里香）、サーニャ・V・リトヴャク（門脇舞以） | 「Sweet Duet」 「黒い瞳」                                     | テレビアニメ『ストライクウィッチーズ』関連曲                                        |
| 2010年   |                                                                                            | |                                                               |                                                                                     |
| 10月20日 | Over Sky                                                                                   | エイラ・イルマタル・ユーティライネン（大橋歩夕）、サーニャ・V・リトヴャク（門脇舞以） | 「Over Sky Type-6」                                           | テレビアニメ『ストライクウィッチーズ2』エンディングテーマ                           |
| 10月20日 | Over Sky                                                                                   | 宮藤芳佳（福圓美里）、坂本美緒（世戸さおり）、ミーナ・ディートリンデ・ヴィルケ（田中理恵）、ペリーヌ・クロステルマン（沢城みゆき）、リネット・ビショップ（名塚佳織）、エーリカ・ハルトマン（野川さくら）、ゲルトルート・バルクホルン（園崎未恵）、フランチェスカ・ルッキーニ（斎藤千和）、シャーロット・E・イェーガー（小清水亜美）、サーニャ・V・リトヴャク（門脇舞以）、エイラ・イルマタル・ユーティライネン（大橋歩夕） | 「Over Sky Type-12」                                          | テレビアニメ『ストライクウィッチーズ2』エンディングテーマ                           |
| 2011年   |                                                                                            | |                                                               |                                                                                     |
| 4月20日  | 境界線上のホライゾン BD第5巻特典CD                                                         | アデーレ・バルフェット（大橋歩夕）、向井・鈴（悠木碧） | 「武蔵歌」                                                    | テレビアニメ『境界線上のホライゾン』関連曲                                          |
| 2012年   |                                                                                            | |                                                               |                                                                                     |
| 3月21日  | ストライクウィッチーズ劇場版 オリジナル・サウンドトラック                                  | 石田燿子&第501統合戦闘航空団with服部静夏（内田彩） | 「約束の空へ 〜私のいた場所〜」                               | アニメ映画『ストライクウィッチーズ 劇場版』主題歌                                   |
| 4月18日  | ストライクウィッチーズ劇場版 主題歌コレクション                                            | エイラ・イルマタル・ユーティライネン（大橋歩夕） | 「約束の空へ 〜私のいた場所〜」                               | アニメ映画『ストライクウィッチーズ 劇場版』関連曲                                   |
| 2013年   |                                                                                            | |                                                               |                                                                                     |
| 1月9日   | ストライクウィッチーズ劇場版 秘め歌コレクション1                                           | エイラ・イルマタル・ユーティライネン（大橋歩夕） | 「PI・PI・PIANO」                                             | アニメ映画『ストライクウィッチーズ 劇場版』関連曲                                   |
| 1月9日   | ストライクウィッチーズ劇場版 秘め歌コレクション1                                           | エイラ・イルマタル・ユーティライネン（大橋歩夕）、サーニャ・V・リトヴャク（門脇舞以） | 「Doki:doki Symphony」                                        | アニメ映画『ストライクウィッチーズ 劇場版』関連曲                                   |
| 1月9日   | ストライクウィッチーズ劇場版 秘め歌コレクション1                                           | エイラ・イルマタル・ユーティライネン（大橋歩夕）、サーニャ・V・リトヴャク（門脇舞以）、ハイデマリー・W・シュナウファー（植田佳奈） | 「約束の空へ 〜私のいた場所〜」 「オラーシャ空軍 航空行進曲」 | アニメ映画『ストライクウィッチーズ 劇場版』関連曲                                   |
| 4月10日  | Notes of School idol days                                                                  | A-RISE | 「Private Wars」                                              | テレビアニメ『ラブライブ!』挿入歌                                                   |
| 2014年   |                                                                                            | |                                                               |                                                                                     |
| 8月27日  | Notes of School idol days 〜Glory〜                                                        | A-RISE | 「Shocking Party」                                            | テレビアニメ『ラブライブ!』第2期挿入歌                                              |
| 2015年   |                                                                                            | |                                                               |                                                                                     |
| 4月15日  | 放課後のプレアデス Blu-ray YouTube版 特典CD                                                | すばる（高森奈津美）、あおい（大橋歩夕）、いつき（立野香菜子）、ひかる（牧野由依）、ななこ（藤田咲） | 「放課後のプレアデス」                                        | Webアニメ『放課後のプレアデス』主題歌                                               |
| 5月27日  | ここから、かなたから                                                                       | fragments | 「ここから、かなたから」 「Stella-rium 〜fragments cover〜」  | テレビアニメ『放課後のプレアデス』エンディングテーマ                                |
| 6月17日  | ストライクウィッチーズ Operation Victory Arrow vol.3 アルンヘムの橋 秘め歌コレクション     | サーニャ・V・リトヴャク（門脇舞以）、エイラ・イルマタル・ユーティライネン（大橋歩夕）、アレクサンドラ・I・ポクルイーシキン（原由実）、ニッカ・エドワーディン・カタヤイネン（高森奈津美） | 「夢空行進曲」                                                | OVA『ストライクウィッチーズ Operation Victory Arrow』関連曲                         |
| 6月24日  | TVアニメ「放課後のプレアデス」オリジナルサウンドトラック"むつらぼし"α                      | すばる（高森奈津美）&あおい（大橋歩夕） | 「星めぐりの歌」                                              | テレビアニメ『放課後のプレアデス』第2話挿入歌                                       |
| 7月25日  | -                                                                                          | 龍門渕高校麻雀部 | 「ころもびより」                                              | OVA『咲日和』エンディングテーマ                                                     |
| 2016年   |                                                                                            | |                                                               |                                                                                     |
| 5月1日   | ストライクウィッチーズ 秘め歌コンプリートBOX STRIKE WITCHES                                | 宮藤芳佳（福圓美里）、坂本美緒（世戸さおり）、リネット・ビショップ（名塚佳織）、ペリーヌ・クロステルマン（沢城みゆき）、ミーナ・ディートリンデ・ヴィルケ（田中理恵）、ゲルトルート・バルクホルン（園崎未恵）、エーリカ・ハルトマン（野川さくら）、フランチェスカ・ルッキーニ（斎藤千和）、シャーロット・E・イェーガー（小清水亜美）、サーニャ・V・リトヴャク（門脇舞以）、エイラ・イルマタル・ユーティライネン（大橋歩夕） | 「Going up」                                                  | 『ストライクウィッチーズ』関連曲                                                    |
| 5月1日   | ストライクウィッチーズ 秘め歌コンプリートBOX STRIKE WITCHES                                | エイラ・イルマタル・ユーティライネン（大橋歩夕） | 「Going up」                                                  | 『ストライクウィッチーズ』関連曲                                                    |
| 2019年   |                                                                                            | |                                                               |                                                                                     |
| 6月26日  | ストライクウィッチーズ 501部隊発進しますっ！ エンディング・テーマ・コレクション            | エイラ・イルマタル・ユーティライネン（大橋歩夕） | 「Treasure of life #9」                                       | テレビアニメ『ストライクウィッチーズ 501部隊発進しますっ！』エンディングテーマ      |
| 6月26日  | ストライクウィッチーズ 501部隊発進しますっ！ エンディング・テーマ・コレクション            | 第501統合戦闘航空団 | 「Treasure of life #12」                                      | テレビアニメ『ストライクウィッチーズ 501部隊発進しますっ！』エンディングテーマ      |
| 10月2日  | ストライクウィッチーズ劇場版 501部隊発進しますっ！ ミュージック・コレクション              | 第501統合戦闘航空団、服部静夏（内田彩） | 「Treasure of life」                                          | 劇場アニメ『ストライクウィッチーズ 劇場版 501部隊発進しますっ！』エンディングテーマ |
| 10月2日  | ストライクウィッチーズ劇場版 501部隊発進しますっ！ ミュージック・コレクション              | 第501統合戦闘航空団 | 「Fly up so high」                                            | 劇場アニメ『ストライクウィッチーズ 劇場版 501部隊発進しますっ！』関連曲             |
| 2021年   |                                                                                            | |                                                               |                                                                                     |
| 2月3日   | ストライクウィッチーズ 第501統合戦闘航空団歌唱集-エイラ・イルマタル・ユーティライネン中尉- | エイラ・イルマタル・ユーティライネン（大橋歩夕） | 「Gift of Light」 「ブックマーク ア・ヘッド」 「Over Sky」    | テレビアニメ『ストライクウィッチーズ ROAD to BERLIN』関連曲                         |
| 2月3日   | ストライクウィッチーズ 第501統合戦闘航空団歌唱集-エイラ・イルマタル・ユーティライネン中尉- | エイラ・イルマタル・ユーティライネン（大橋歩夕） | 「君の翼に憧れて」                                            | テレビアニメ『ストライクウィッチーズ ROAD to BERLIN』エンディングテーマ             |
| 3月31日  | ワールドウィッチーズ発進しますっ！ 第501統合戦闘航空団発進しますっ！                       | エイラ・イルマタル・ユーティライネン（大橋歩夕）、サーニャ・V・リトヴャク（門脇舞以） | 「カラフルエブリデイ」                                        | テレビアニメ『ワールドウィッチーズ発進しますっ！』エンディングテーマ                |
| 3月31日  | ワールドウィッチーズ発進しますっ！ 第501統合戦闘航空団発進しますっ！                       | 第501統合戦闘航空団 | 「カラフルエブリデイ」                                        | テレビアニメ『ワールドウィッチーズ発進しますっ！』エンディングテーマ                |

### その他
同人サークル「QLOCKS WORKS」
- 桜幻橙 極[68]（2009年3月08日）
  - 「初恋花火」
- 紅色の繊か[69]（2009年8月15日）
  - 「うさぎtheオリオン！」